# District de Paks
Le district de Paks (en hongrois : Paksi járás) est un des 6 districts du comitat de Tolna en Hongrie. Il compte 49 610 habitants et rassemble 15 localités : 13 communes et 2 villes dont Paks, son chef-lieu.
Cette entité existait déjà auparavant, d'abord sous le nom de Dunaföldvári járás puis sous son nom actuel à partir de la réorganisation territoriale de 1950. Le district a été supprimé lors de la réforme territoriale de 1983.

## Localités
- Bikács
- Bölcske
- Dunaföldvár
- Dunaszentgyörgy
- Gerjen
- Györköny
- Kajdacs
- Madocsa
- Nagydorog
- Németkér
- Paks
- Pusztahencse
- Pálfa
- Sárszentlőrinc
- Tengelic